# Främre Tölö
Främre Tölö (finska: Etu-Töölö) är en stadsdel i Kampmalmens distrikt i Helsingfors stad. 
I Främre Tölö finns bland annat Riksdagshuset, Tempelplatsens kyrka, Kristuskyrkan, Finlands nationalmuseum, Finlandiahuset, Villa Hagasund, Aalto-universitetets handelshögskolas huvudbyggnad, Svenska Handelshögskolans Helsingforscampus, Sandudds begravningsplats och badplatsen Sandudd.

## Historiska anteckningar och ursprung för namnet Töölö
På 1400-talet finns det redan uppgifter om en by vid namn Töölö (Tölö by). Byn låg nära det nuvarande Finlands nationalopera. De gamla benämningarna på byn varierar över tid: Töloby (1543), Tölom (1545) och Tölleby (1546). Namnets etymologi är oklar, och enligt olika källor har det antingen finskt eller svenskt ursprung. En hypotes är att namnet kan vara en förvrängning av det svenska ordet "tull" vilket kan ha samband med att det vid Tölös norra gräns fanns en tullstation. Arkeologiska lämningar av denna tullstation finns fortfarande kvar och markerar stadens gamla gräns.
På Tölö-området förrättades åren 1841–1843 en hyrestomtindelning, enligt vilken man grundade 25 villatomter av varierande storlek, där den största var Humleberg. Gamla villatomtnamn, som Arkadia, Hesperia och Rosavilla, lever vidare i dagens gatunamn. Auroragatan är uppkallad efter Aurora Karamzin, en framstående filantrop som bodde i Villa Hagasund. En del av villorna var herrskapets sommarvillor. Men till största delen på 1800-talet var Tölö fortfarande i stort sett utan detaljstadsplan.
År 1898 ordnades en arkitekturtävling för Tölö, den första i sitt slag i Finland, efter det att en kritisk text publicerats om Helsingfors stadsplanering och speciellt den av Tölö. Vinnarna Gustaf Nyström och Lars Sonck gjorde den slutliga stadsplanen, som blev klar 1906.
Mellan de två världskrigen byggdes Tölö i första hand för den nya medelklassen och borgerligheten, något som togs i beaktande genom de många medelstora familjehemmen.  Främre Tölö blev stadens största byggnadsområde mellan 1910 och 1930. Området kännetecknas av sina höga byggnader längs de breda gatorna, vilket gav det en enhetlig och självständig karaktär.
Främre Tölös arkitektur kan karaktäriseras som en blandning av Nyklassicism, Art déco, Jugendstil och funktionalism från de senare åren. I planeringen av kvarteret har man lagt vikt vid att bevara de redan existerande morfologiska egenskaperna i terrängen, inklusive dess högar, vilket har skapat ett charmigt och pittoreskt område rikt på små trädgårdar och gröna parker.
Gränsen mellan Främre Tölö och Bortre Tölö går vid Hesperiaesplanaden, som löper i öst-västlig riktning.

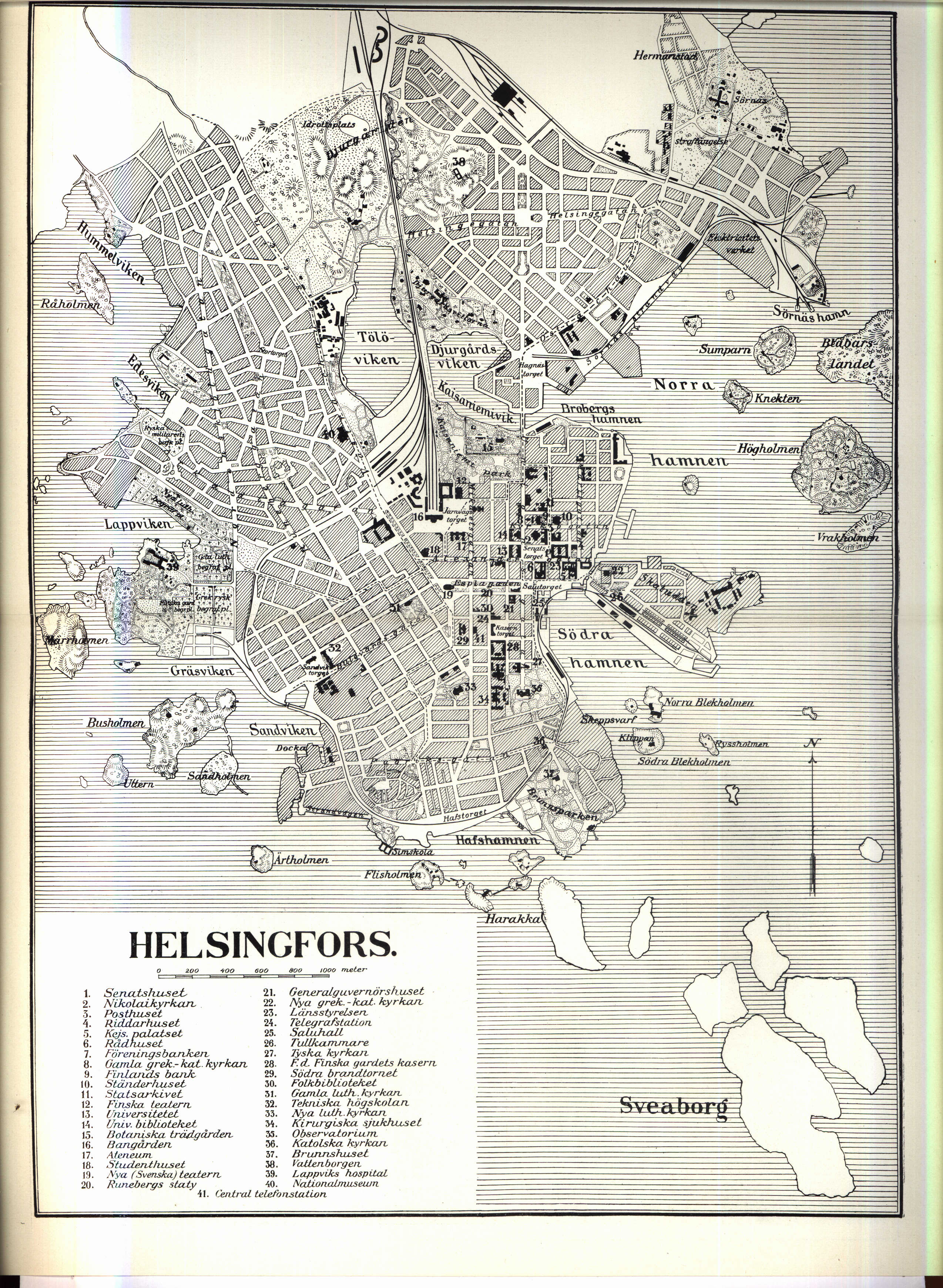
Helsingfors stad gammal karta från 1900-talet. Kartan visar också den ursprungliga Etu-Töölö planen.

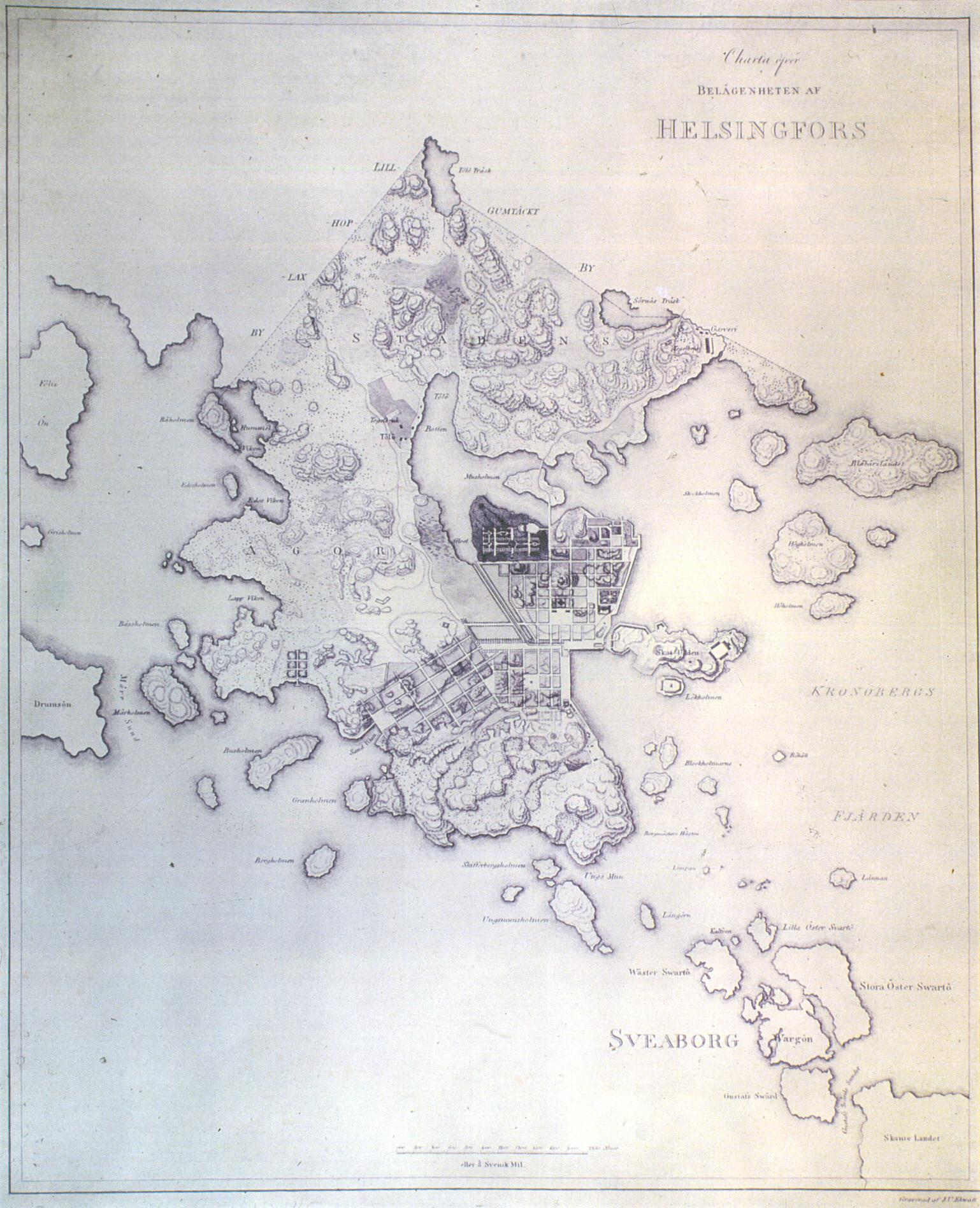
Helsingfors stad gammal karta från 1815.

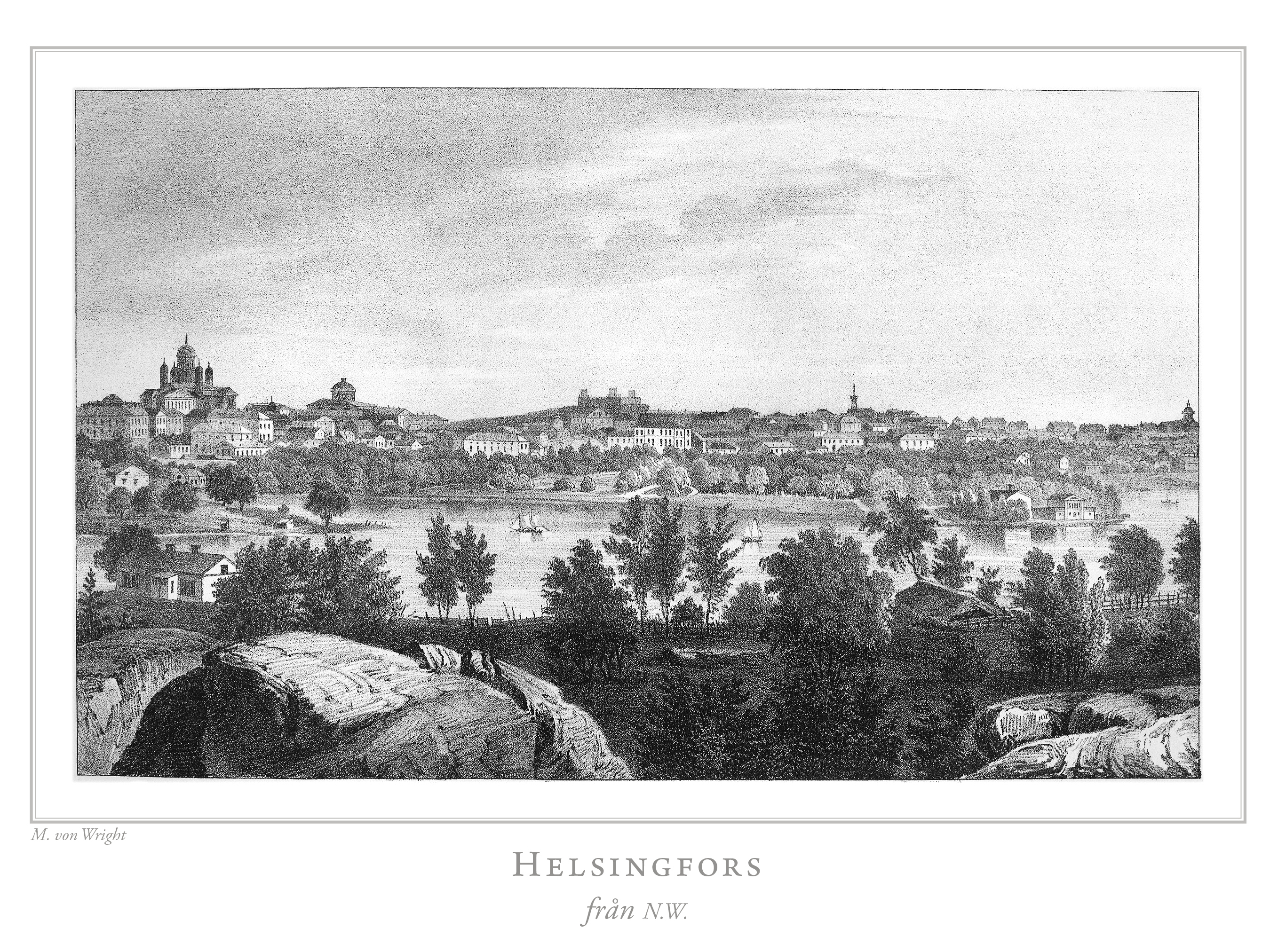
Utsikten över Helsingfors centrum från Tölöviken 1845.

## Invånarantal
Distriktet hyser 13 129 invånare på ett område av cirka 1,18 km2 (1.1.2008)

## Monument och museer
I området finns flera av Helsingfors berömda sevärdheter, bland annat Tempelplatsens kyrka av arkitekterna Timo och Tuomo Suomalainen, Kristuskyrkan av arkitekten Atte V.Willberg i neo-gotisk stil, och på östra kanten riksdagshuset, Alvar Aaltos Finlandia-huset, Finlands nationalmuseum , Naturhistoriska museet, Galleriet för modern konst och Villa Hagasund som byggdes som sommarbostad för geheimerådet och prokuratorn Carl Johan Walleen efter ritningar av den tyskfödde arkitekten Ernst Bernhard Lohrmann åren 1843–46.
- Finlands nationalmuseum (1905-1910) Mannerheimvägen 34
- Naturhistoriska museet, Helsingfors (1913) Norra Järnvägsgatan 13
- Villa Hagasund (1846) Mannerheimvägen 13B
- Kristuskyrkan, (1928), Apollogatan 5
- Tempelplatsens kyrka (1969) Luthersgatan 3
- Olaus Petri kyrka (1932) Minervagatan 6
- Helsingfors konsthall, (1928) Nervandersgatan 3
- Riksdagshuset (1931) Mannerheimvägen 30
- Hanken Svenska handelshögskolan (1953) Arkadiagatan 22
- Ostrobotnia (1908) Tölögatan 3A
- Reitzmuseets konstsamling (1938) Apollogatan 23
- Lallukka, hus för konstnärer (1933) Apollogatan 13
- Aalto-universitetets handelshögskola (1950) Runebergsgatan 14–16
- Finlandiahuset (1969-1975) Mannerheimvägen 13

## Skolor
I Främre Tölö har verkat svenskspråkiga skolor Svenska flickskolan i Helsingfors, Arken på Arkadiagatan (1930-1968), samt Privata svenska flickskolan, senare Laguska skolan, Apollo på Apollogatan (1929-1973). Skolbyggnaden vid Apollogatan 12 är ritat av arkitekt Eva Kuhlefelt-Ekelund.

## Kända personer från Främre Tölö
Alvar Aalto som ung arkitektstudent bodde på hyreslägenhet, Töölönkatu 7, byggd år 1911.
Finlands tidigare President Risto Ryti (1889-1956) bodde på Cygnaeusgatan 2 från 1918 till 1935.
Skådespelarskan Mia Backman (1877-1958) bodde på Museokatu 46 från 1928.
Poeten Aaro Hellaakoski (1893-1952) bodde på Museokatu 34.
Den adliga och filantropiska Aurora Charlotta Karamzin (1808–1902), grundare av Helsingfors diakonissanstalt (1867), bodde på Villa Hagasund fram till sin död.

## Lokala tidningar
Bland annat delas följande gratis lokaltidningar ut till de som bor i Främre-tölö:
- Töölöläinen, distriktstidning
- Kamppi-Eira,  lokal tidning för södra och centrala Helsingfors
- Ruoholahden Sanomat, lokaltidningen i Helsingfors södra och västra centrum

## Bildgalleri

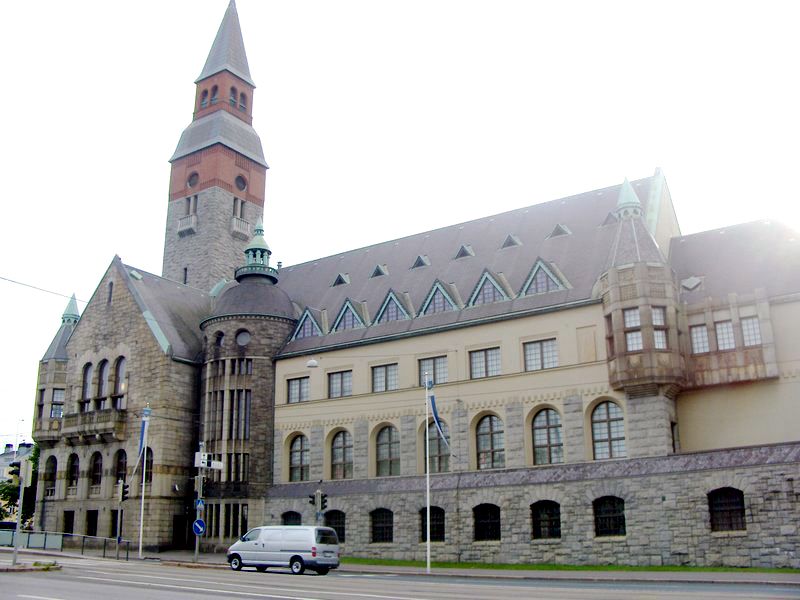
Nationalmuseet
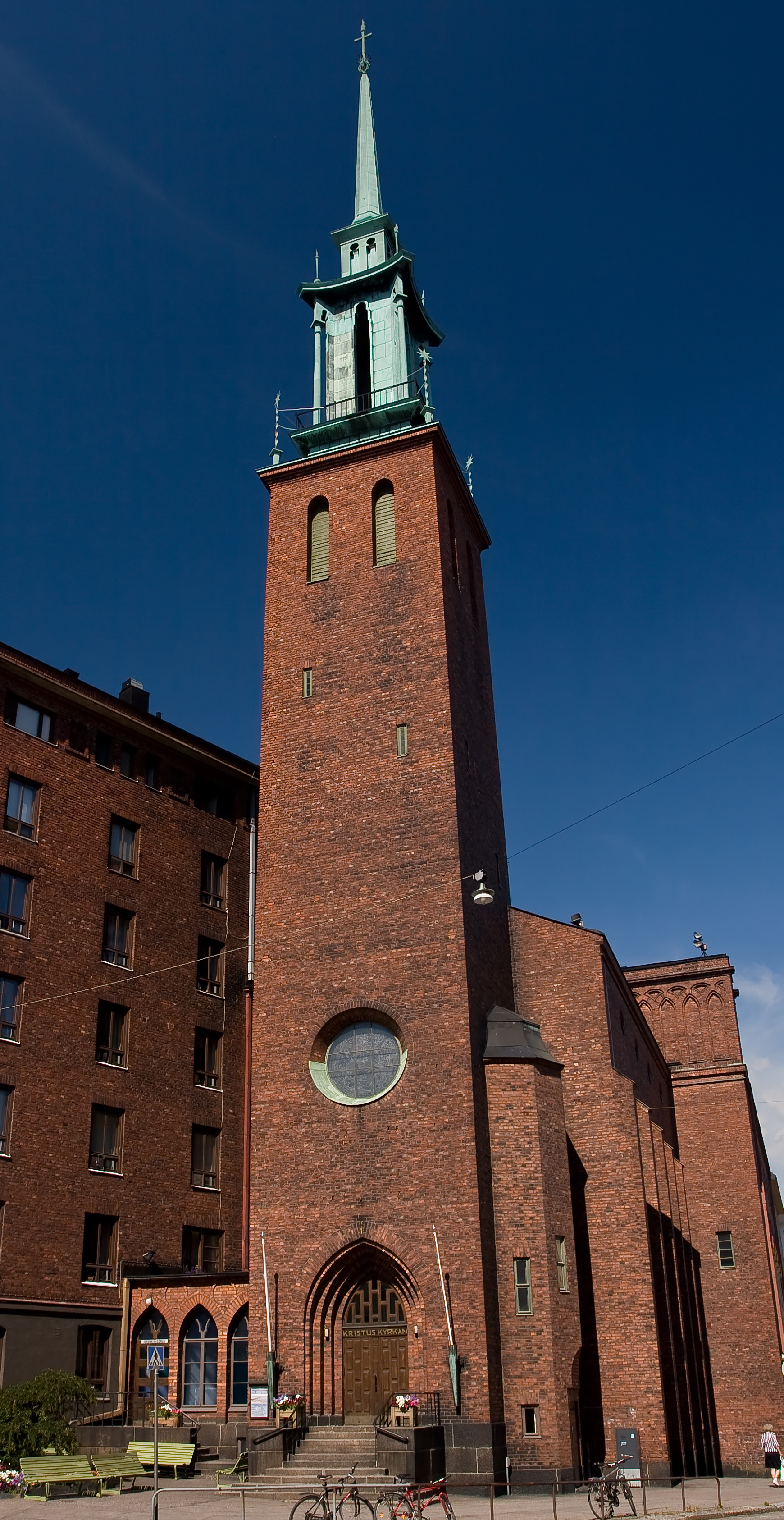
Kristuskyrkan
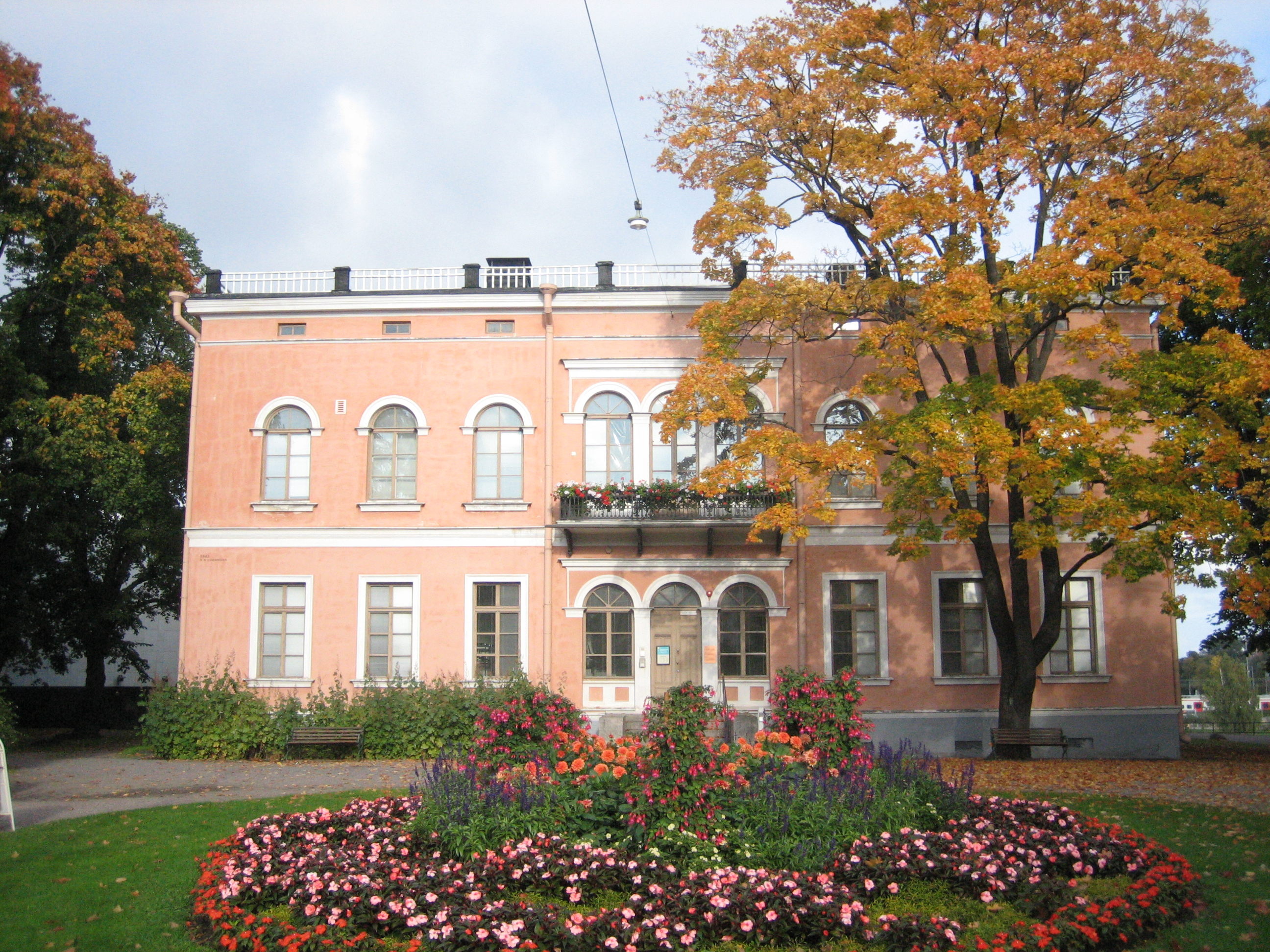
Villa Hagasund
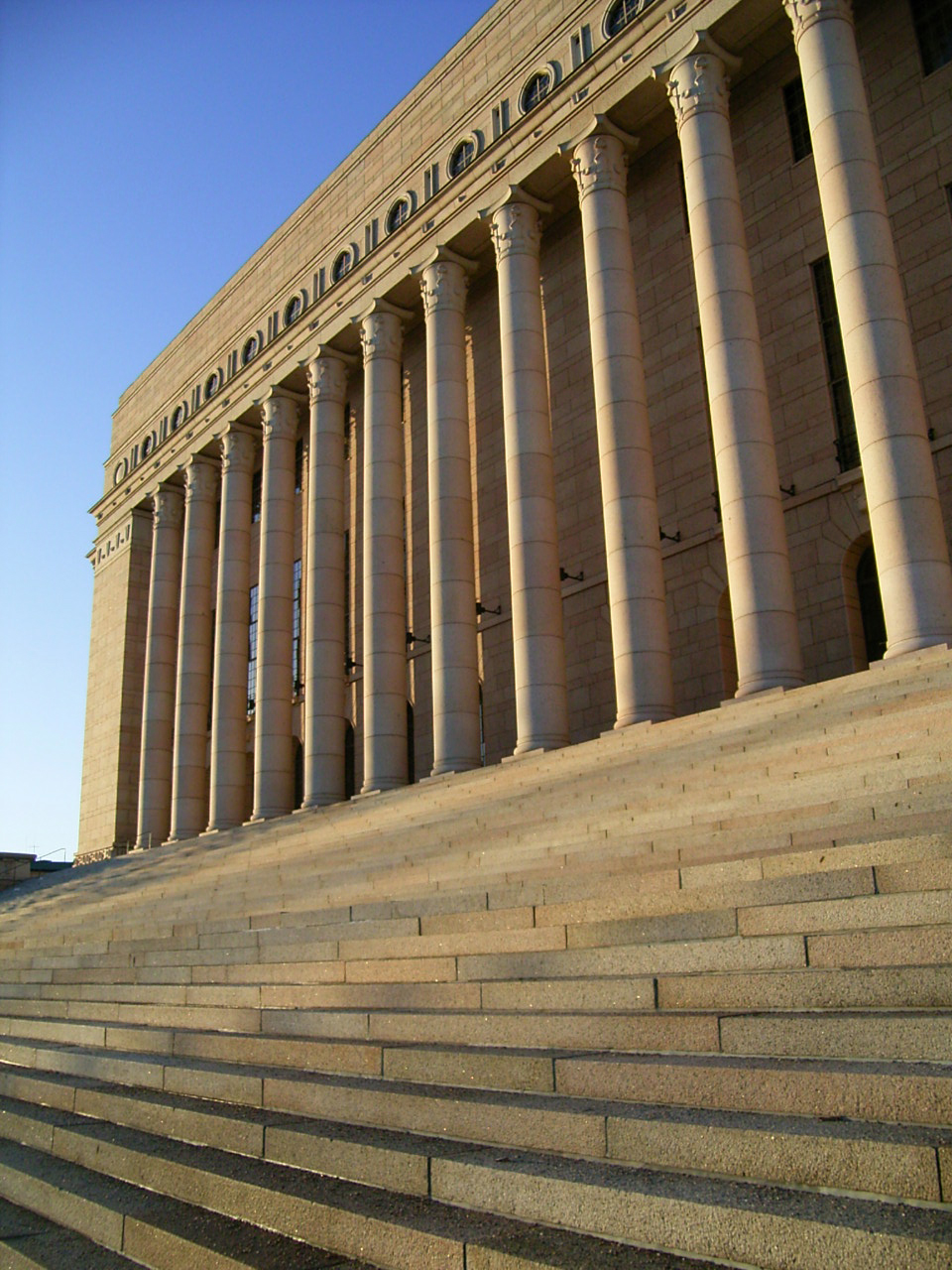
Riksdagshuset
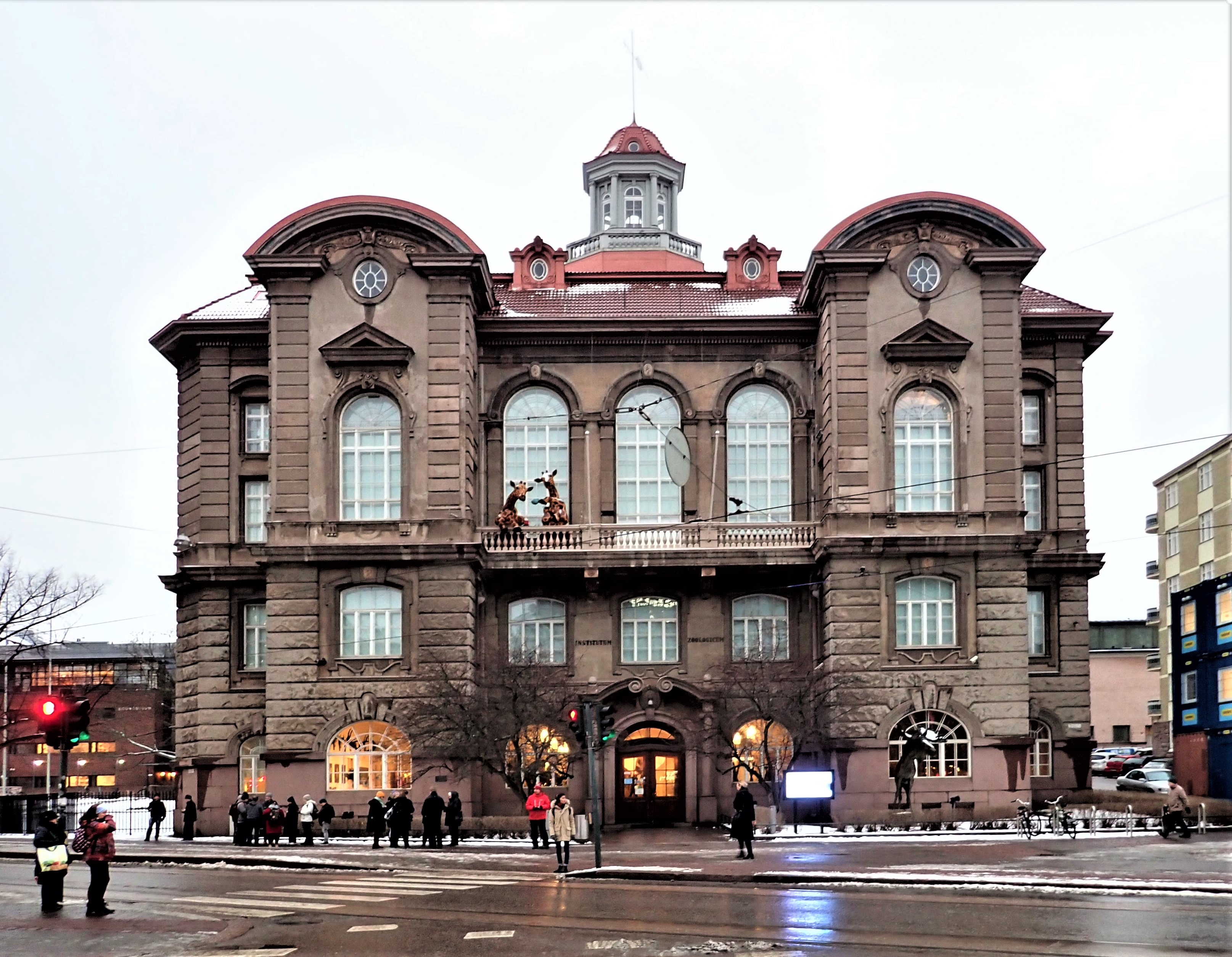
Naturhistoriska Museet
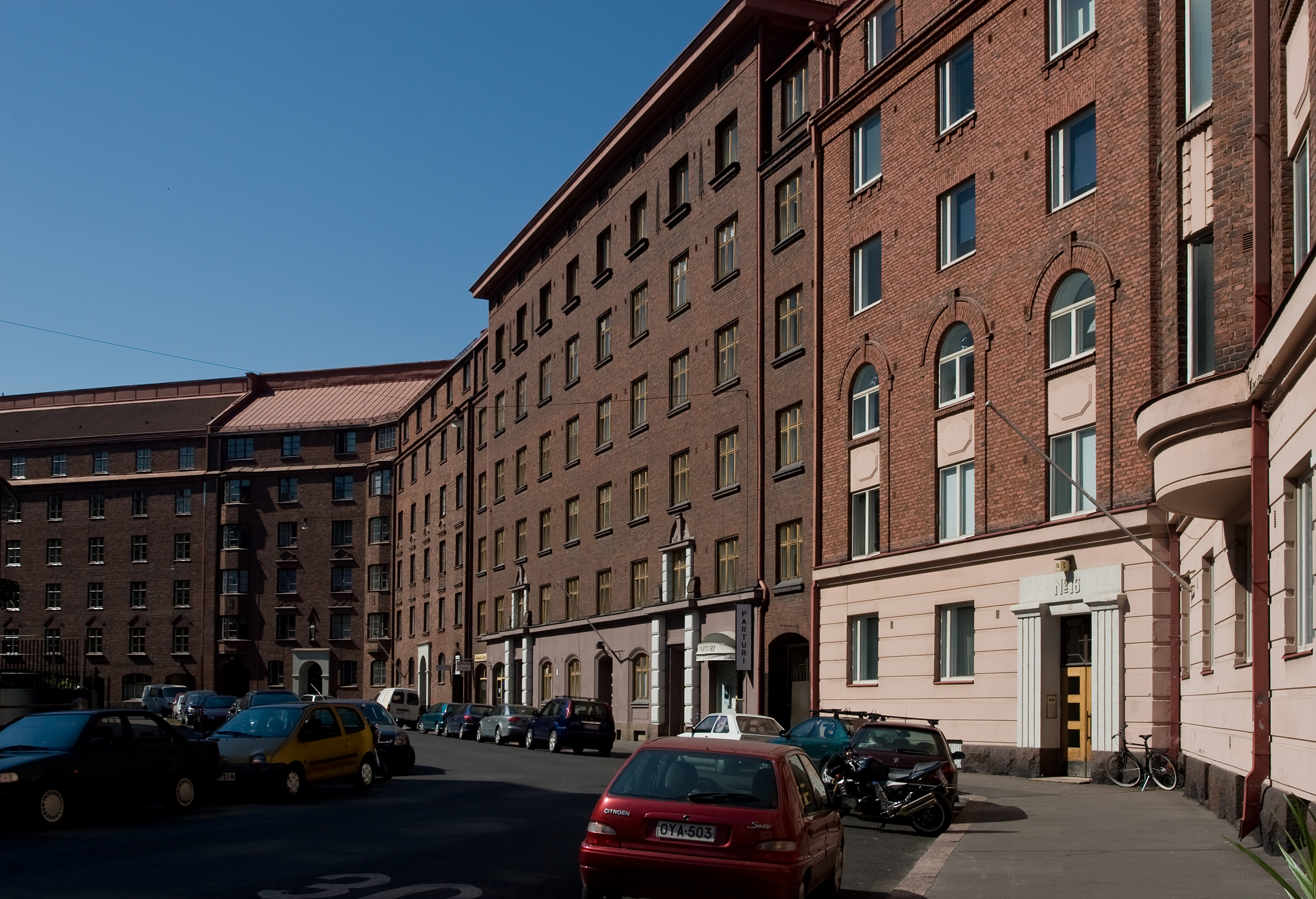
Ilmarigatan
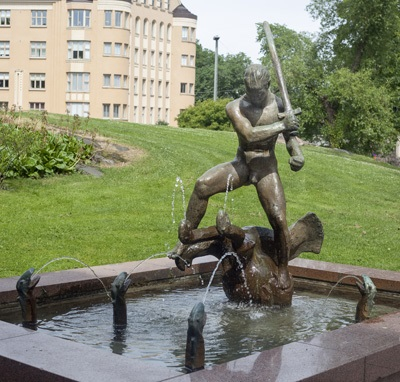
Staty och fontän av St.George
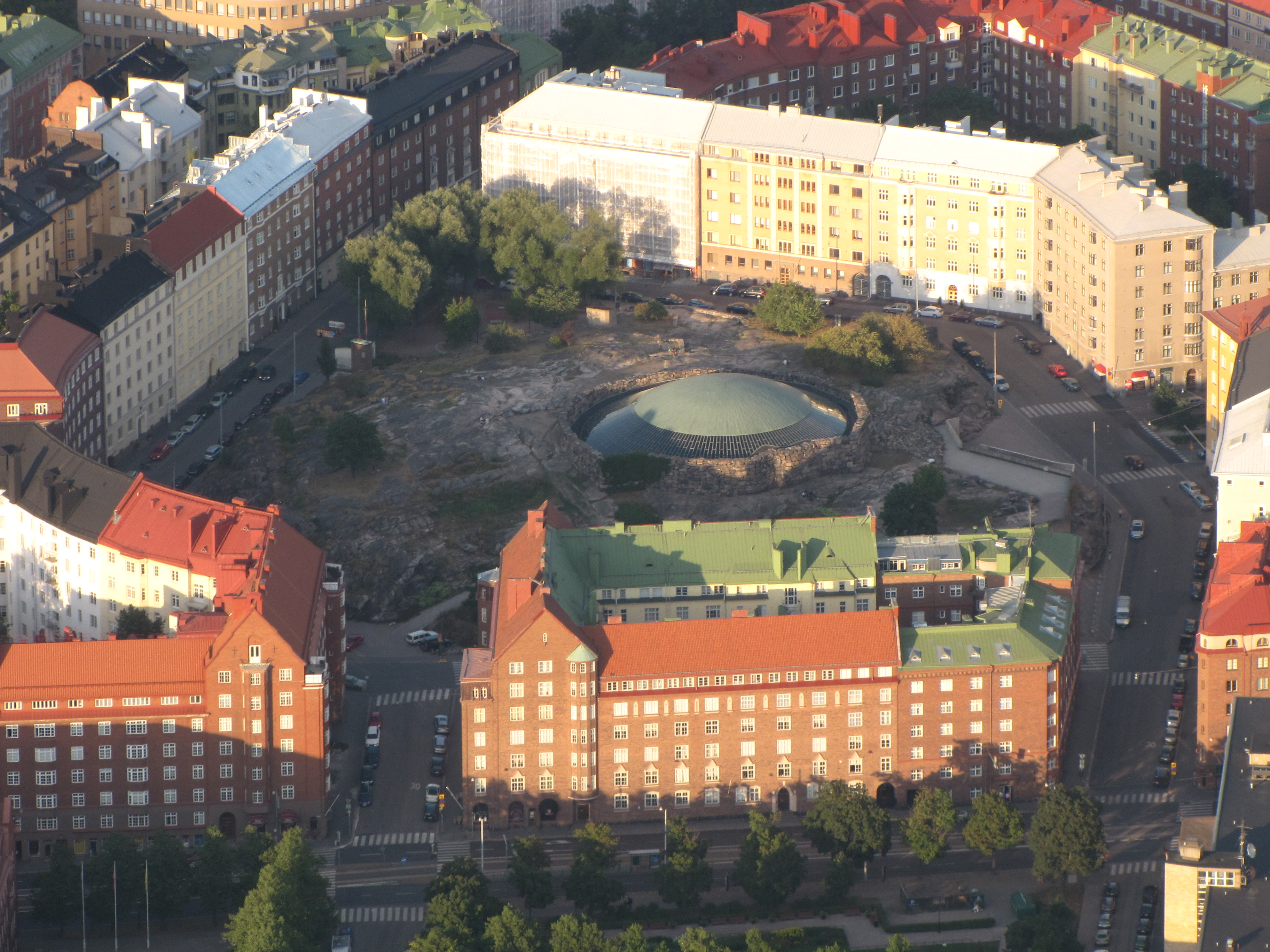
Tempelplatsens kyrka
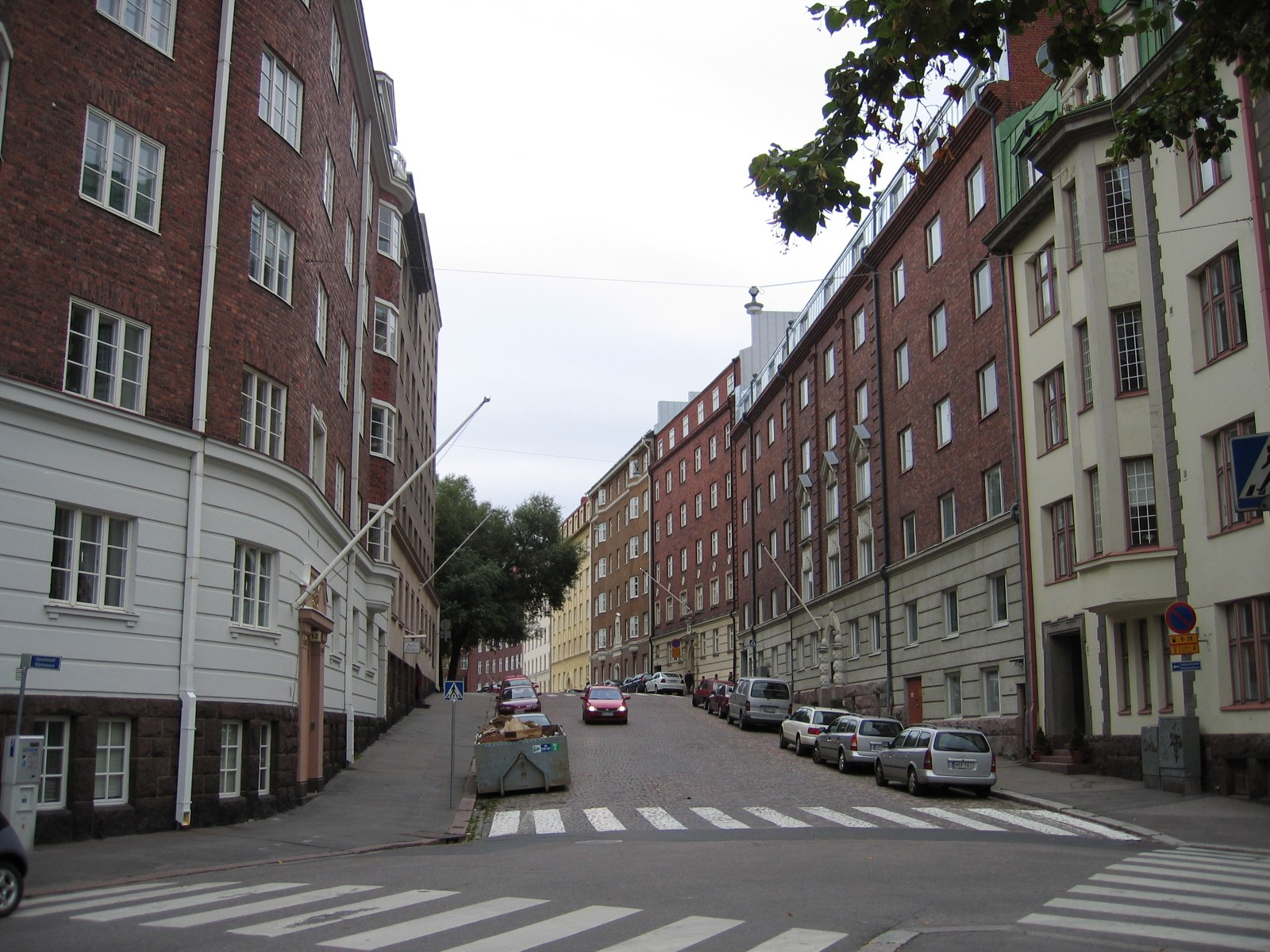
Tempelgatan
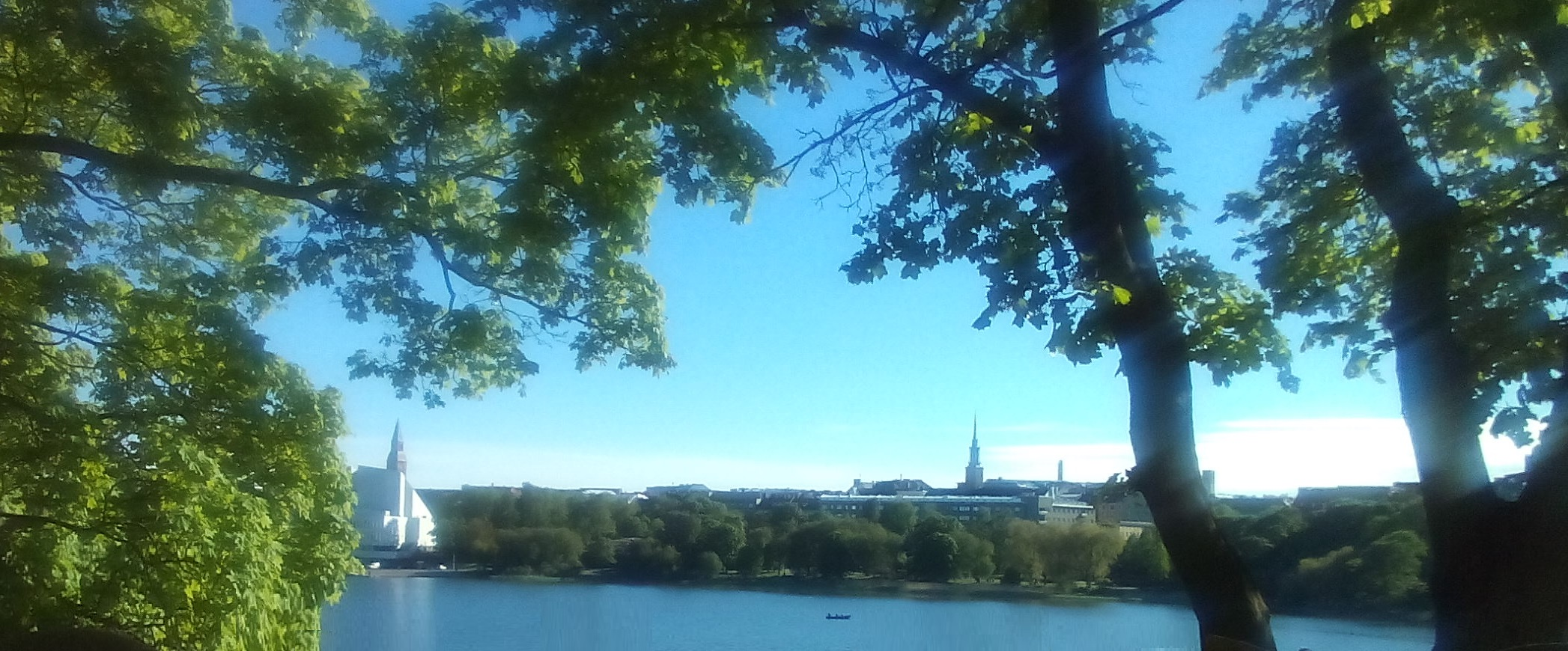
Tölöviken
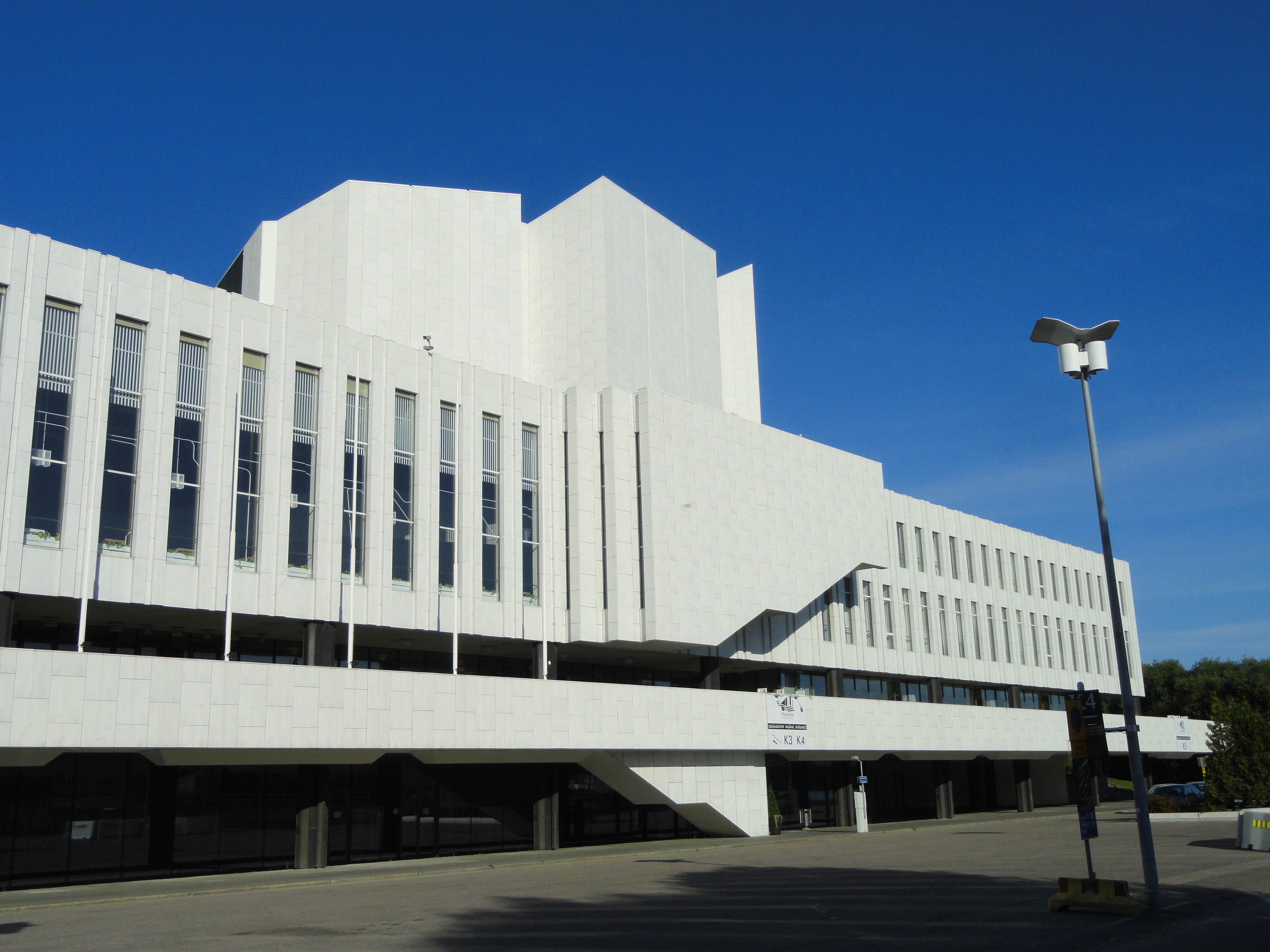
Finlandiahuset
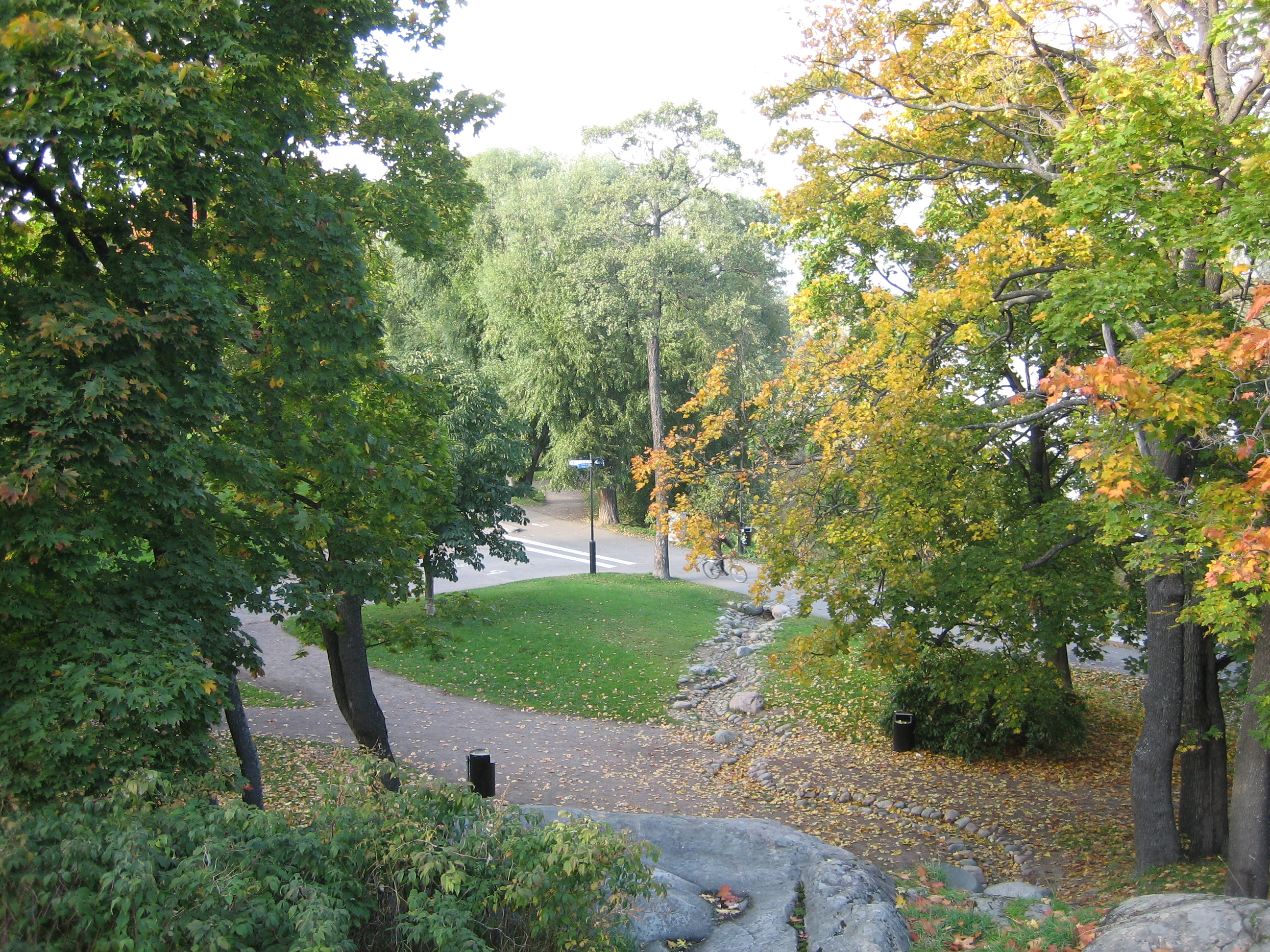
Hesperiaparken
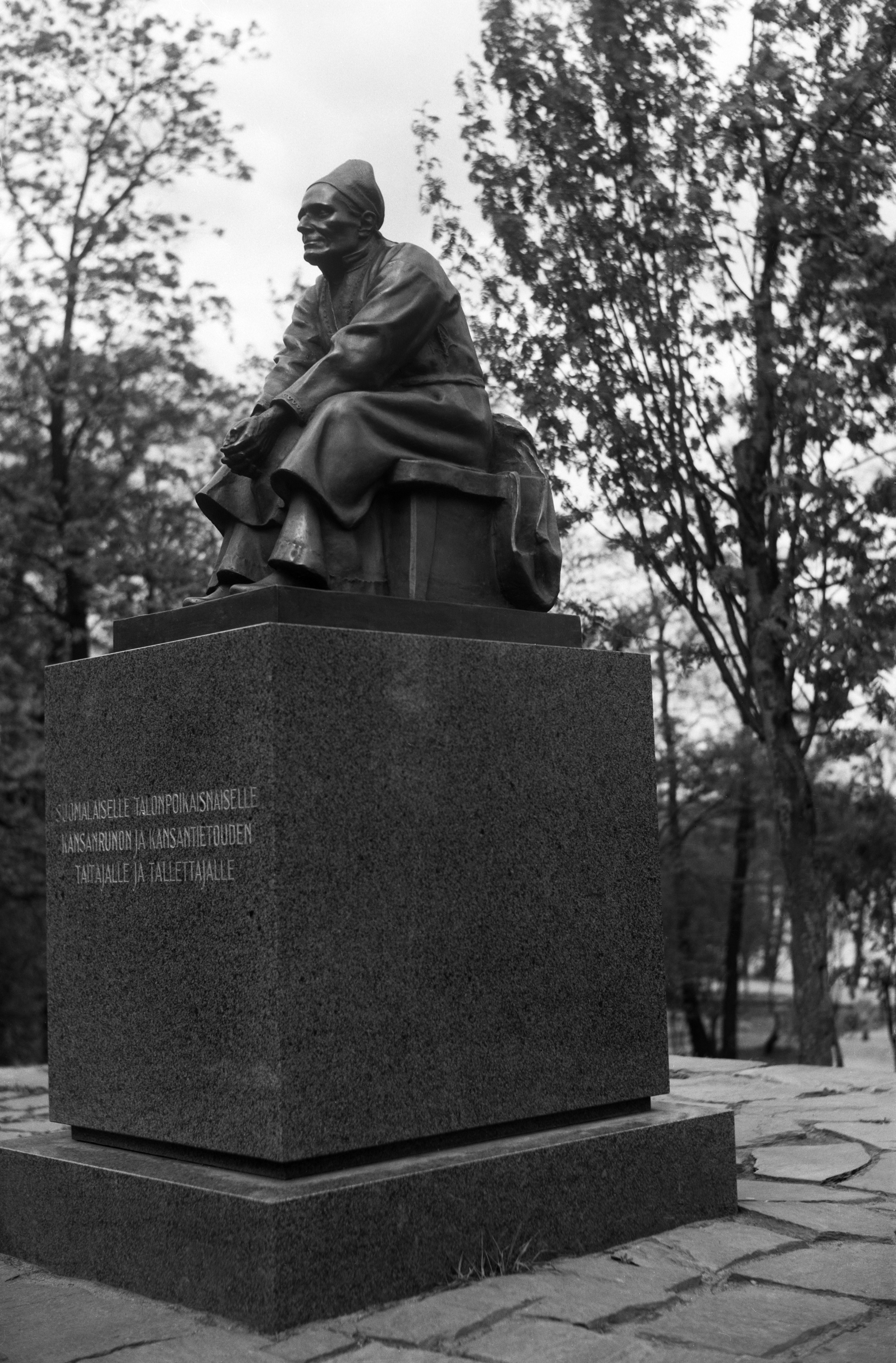
Staty av Larin Paraske
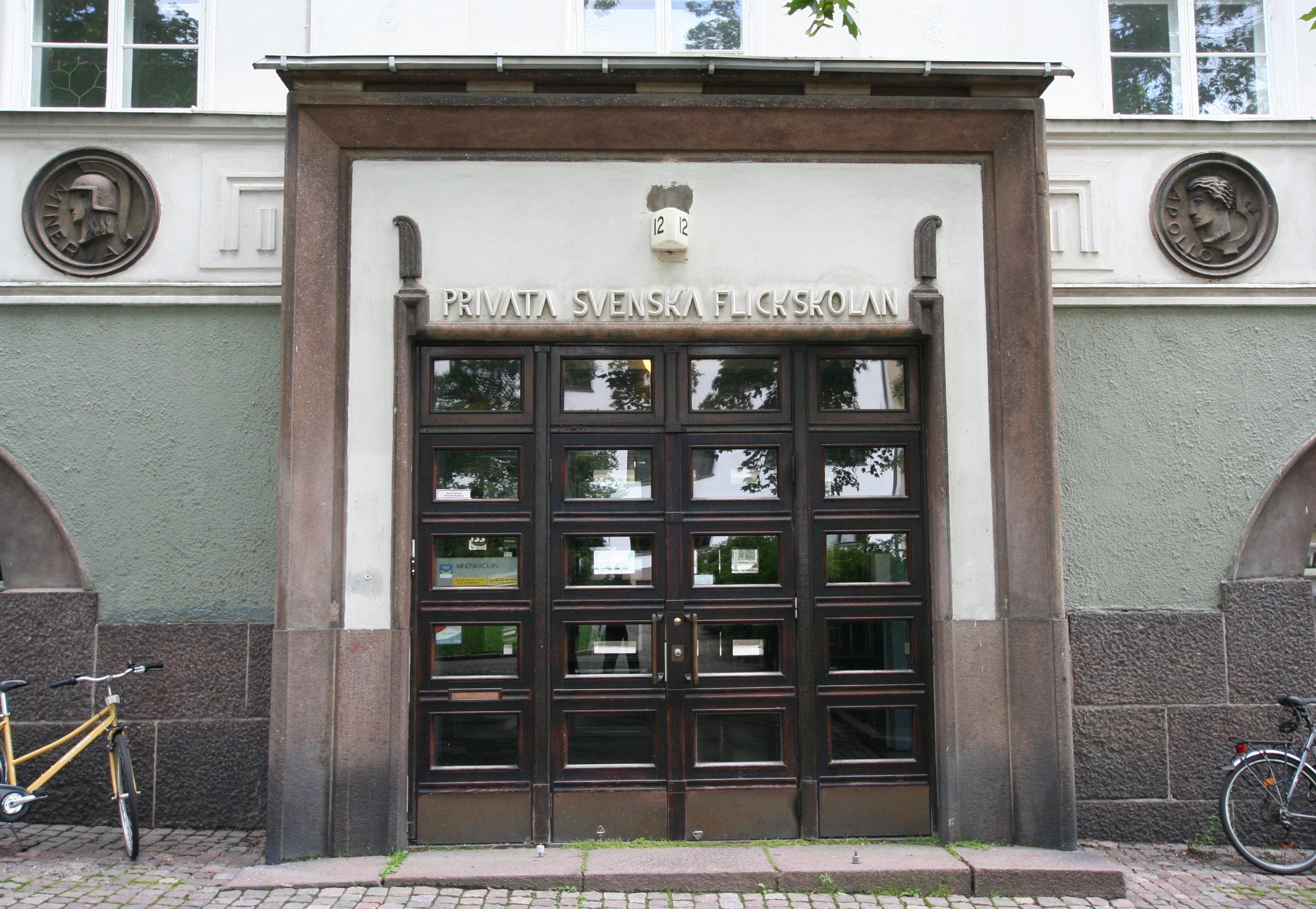
Minervaskolan
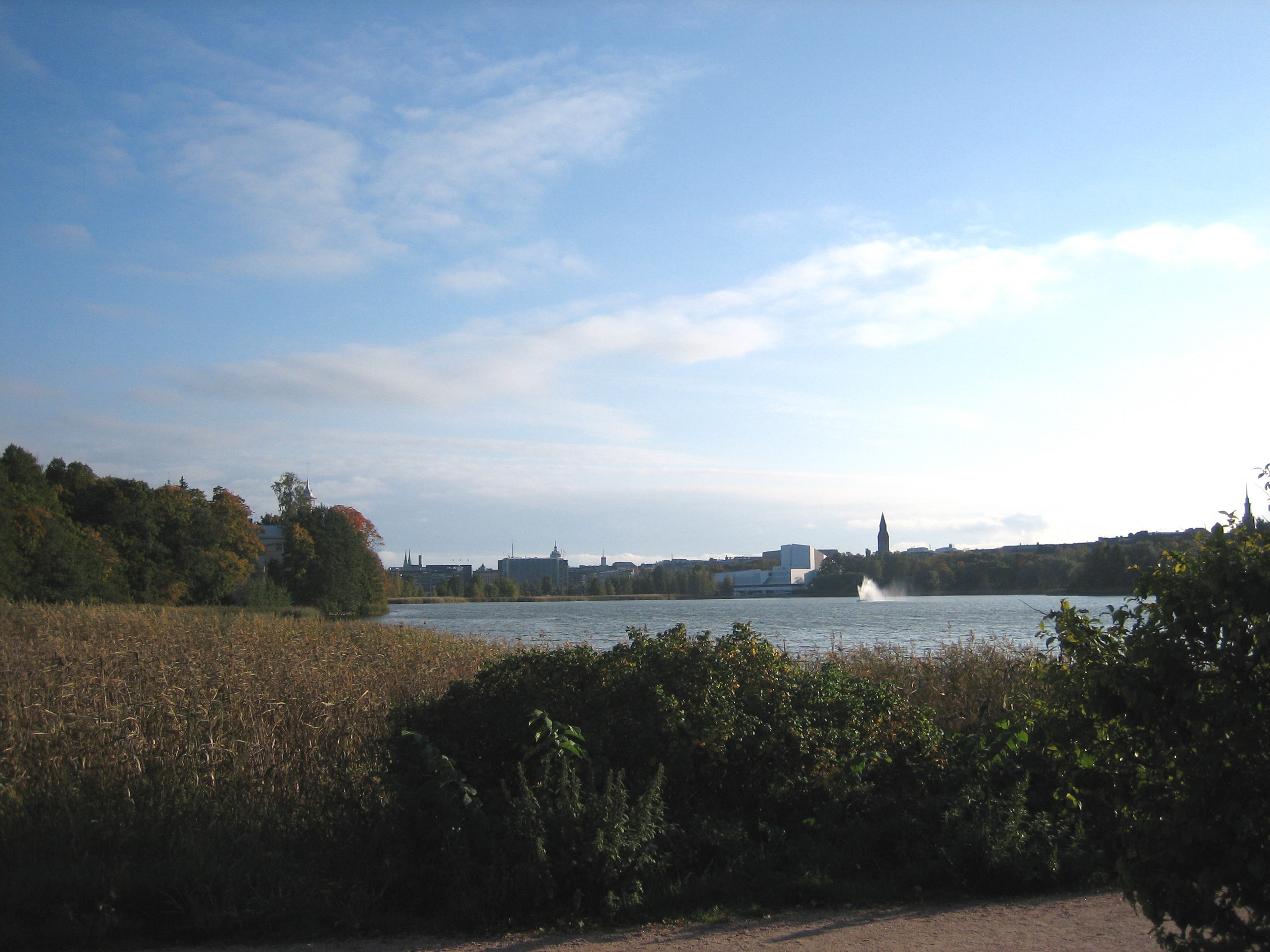
Tölöviken sedd från norr
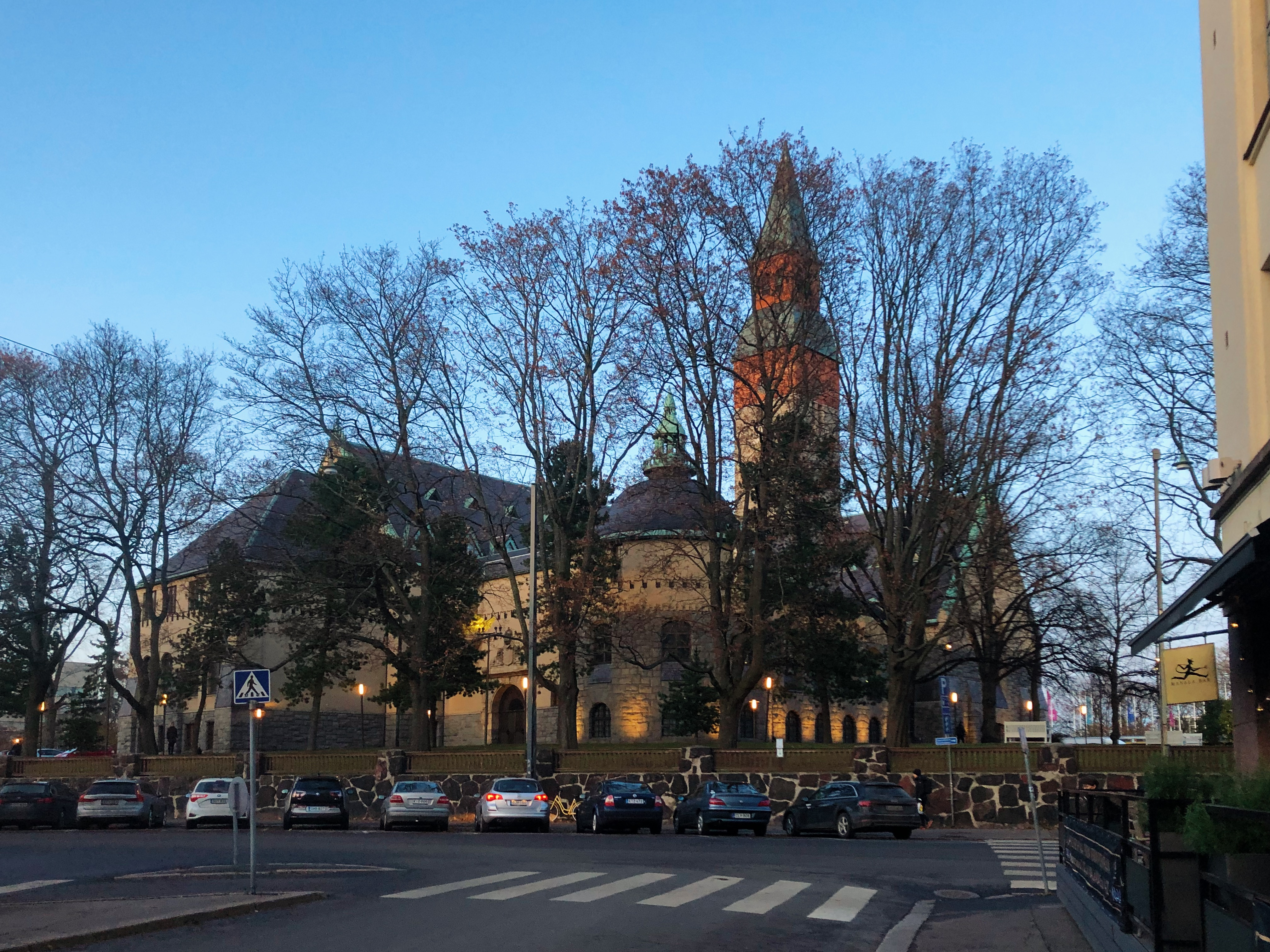
Nationalmuseet från Museigatan.
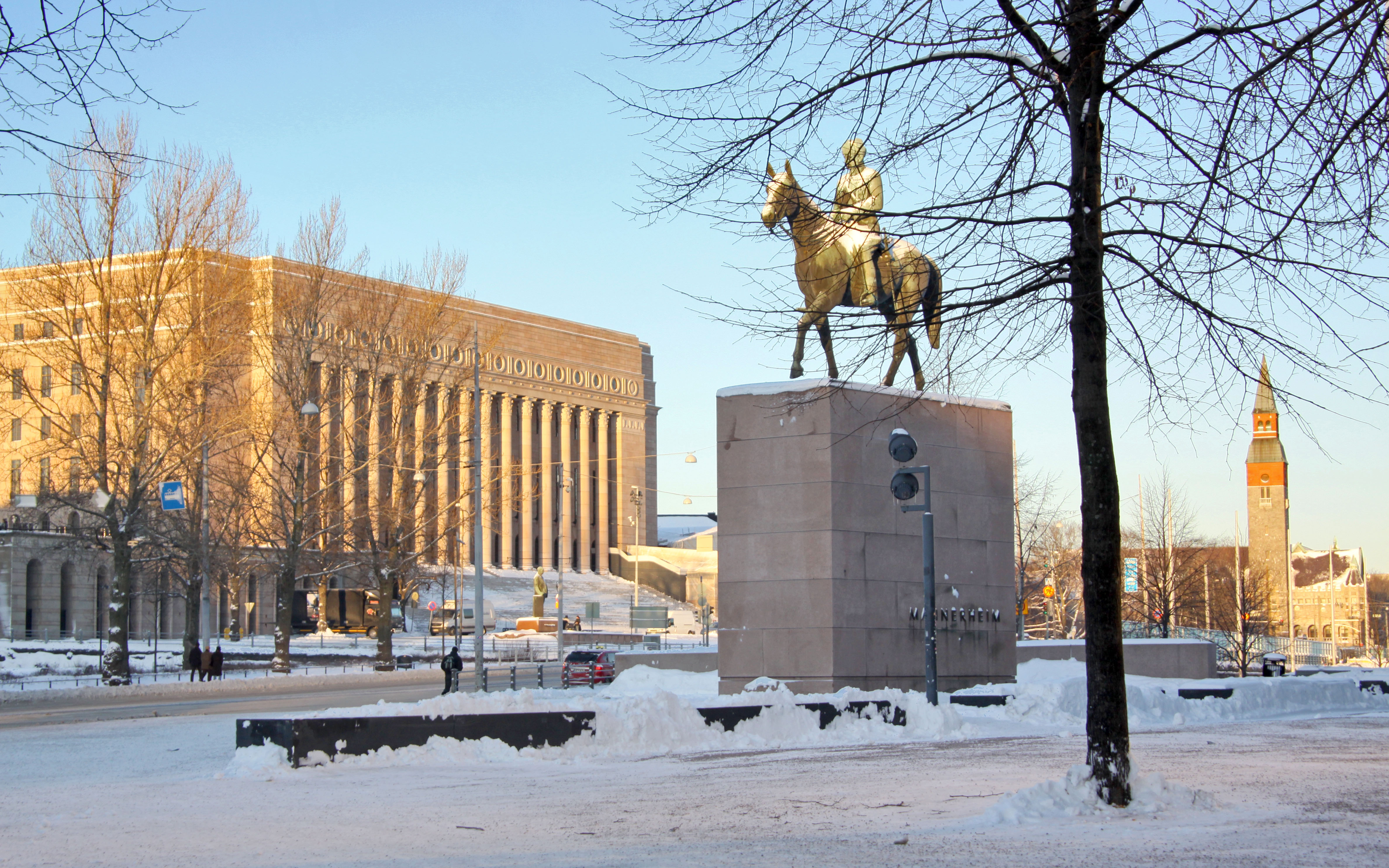
Mannerheimstatyn med riksdagshuset i bakgrunden
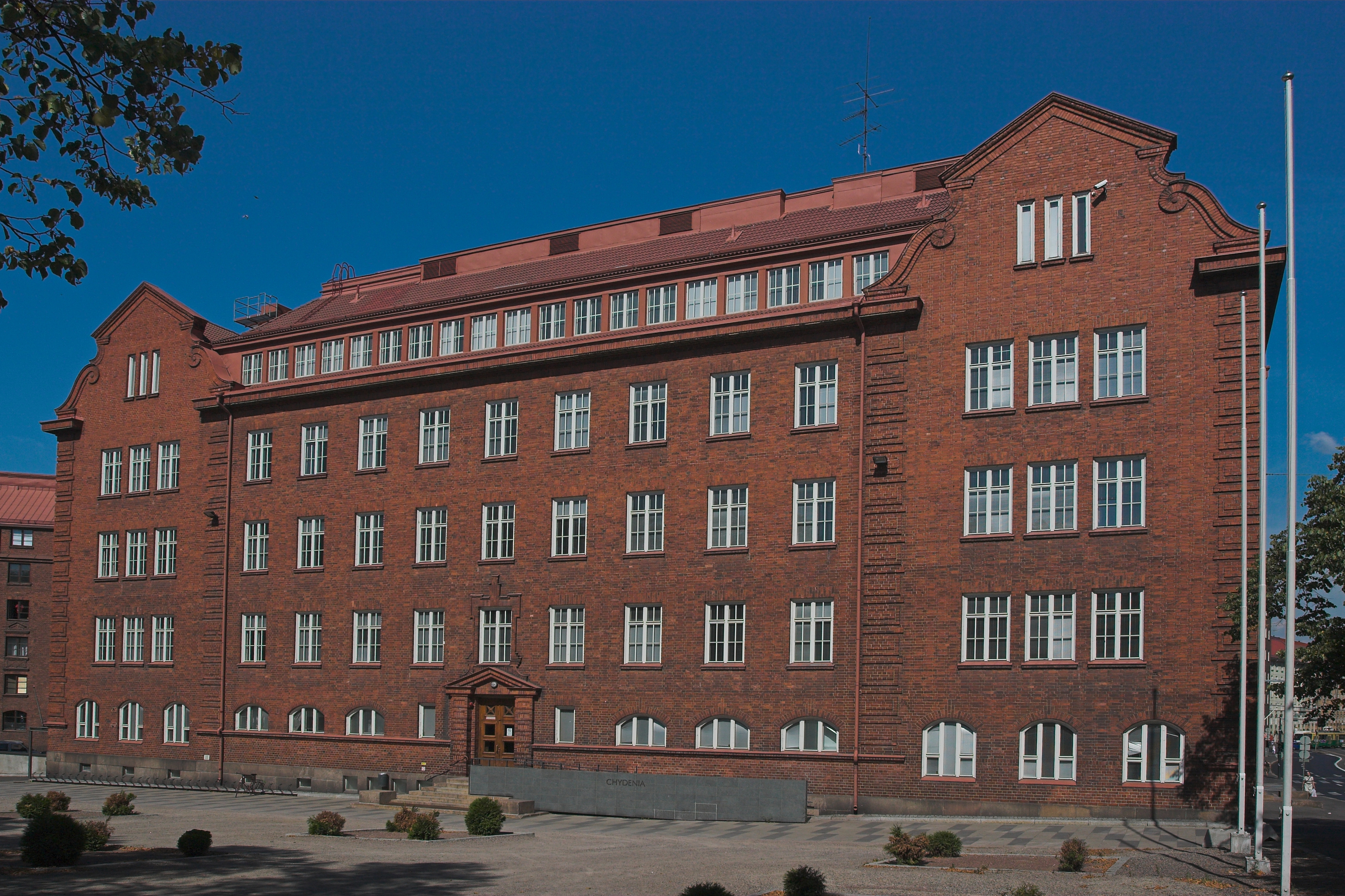
Chydeniahuset (1923)
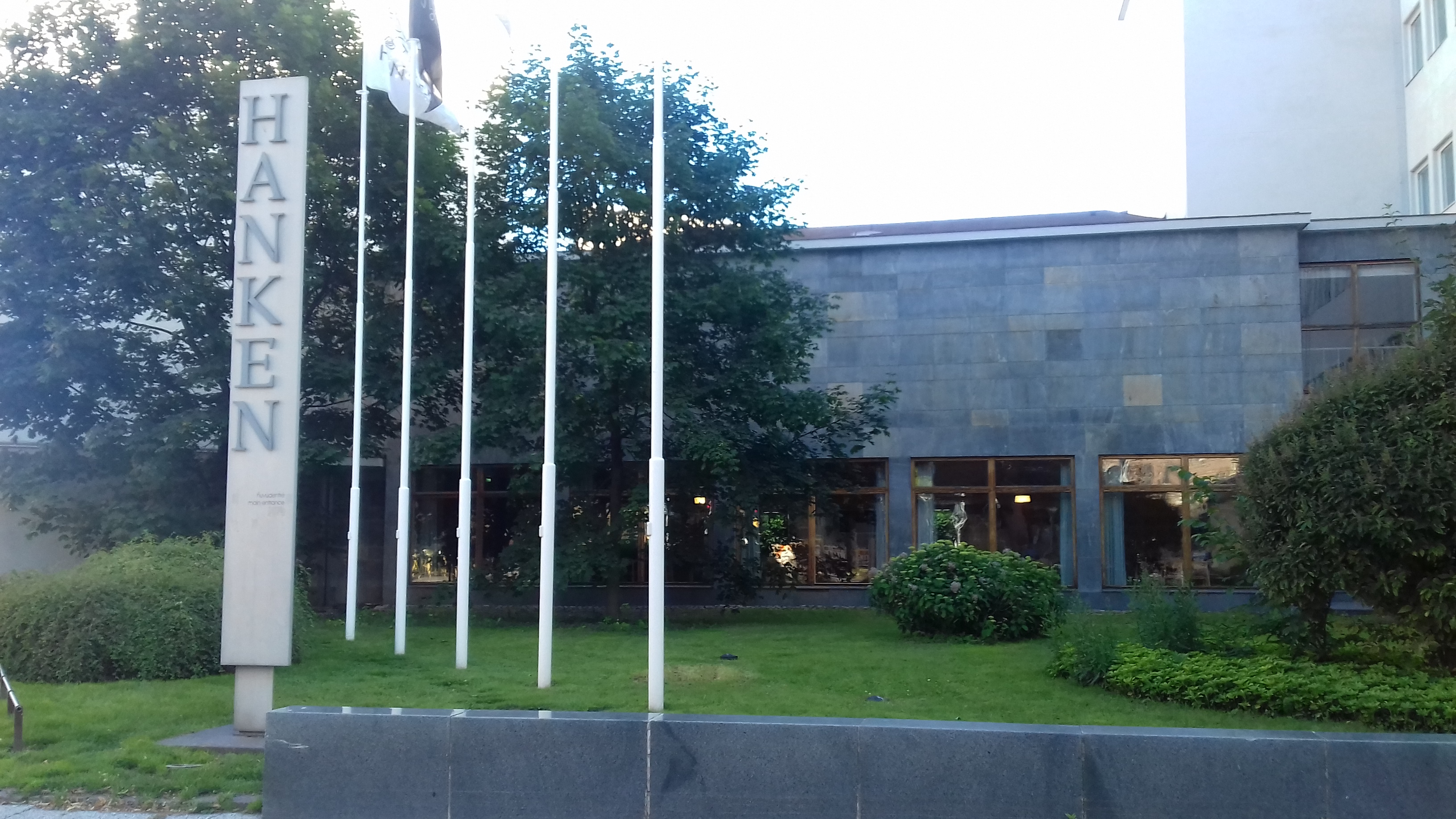
Hanken Svenska handelshögskolan
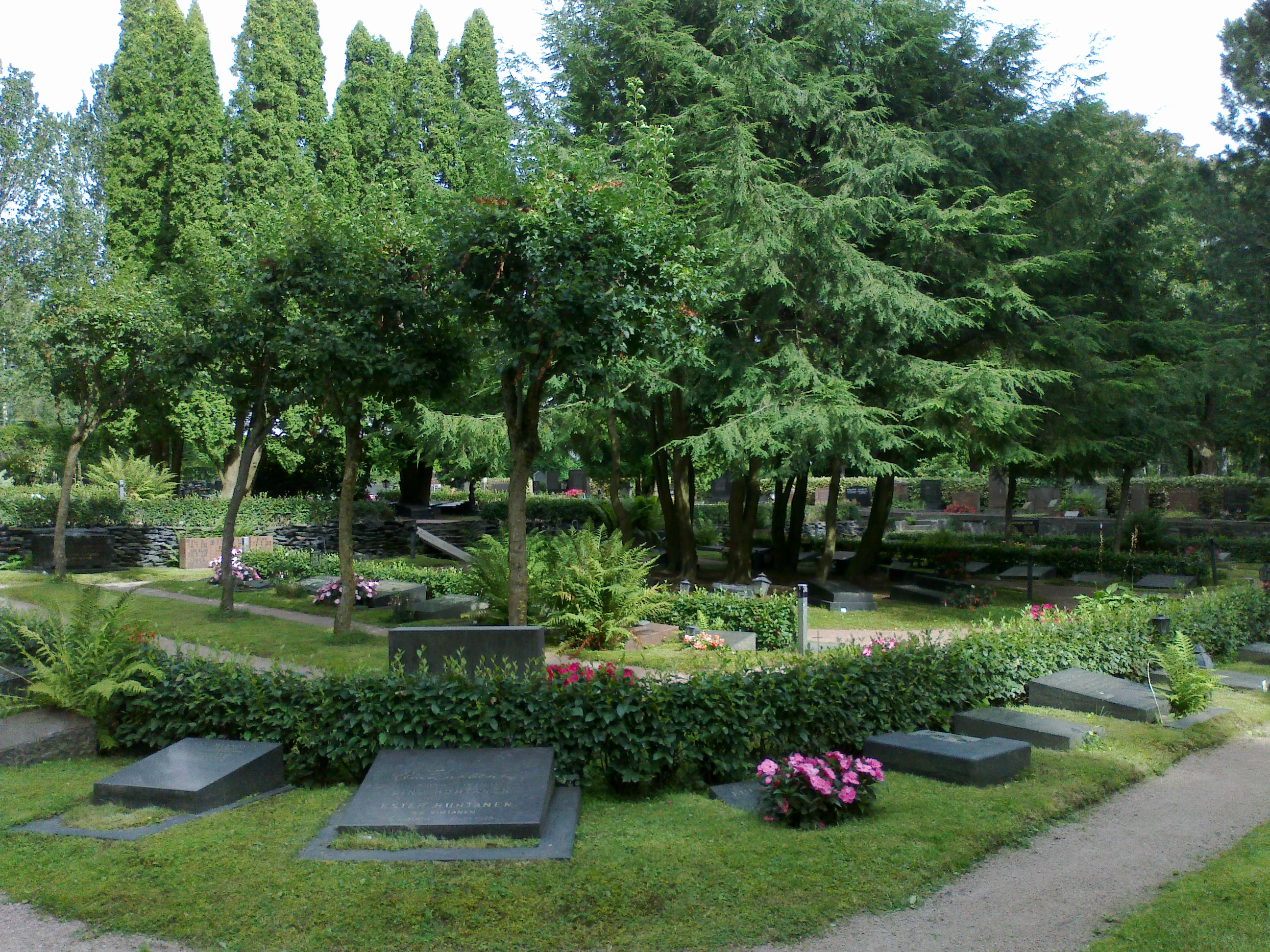
Sandudds begravningsplats